# Psychotria glabra
Psychotria glabra là một loài thực vật có hoa trong họ Thiến thảo. Loài này được (Turrill) Fosberg miêu tả khoa học đầu tiên năm 1942.